# Xiumin
Xiumin (시우민?, 秀珉?, SiuminLR, SiuminMR), pseudonimo di Kim Min-seok (김민석?, 金珉錫?, Gim Min-seokLR, Kim MinsŏkMR; Guri, 26 marzo 1990), è un cantante e attore sudcoreano. È famoso per essere dal 2012 un membro del gruppo musicale k-pop EXO e contemporaneamente del suo sottogruppo Exo-CBX.
Il 26 settembre 2022 ha fatto il suo debutto da solista con l'EP Brand New.

## Discografia

### EP
- 2022 – Brand New

### Singoli
- 2014 – Breakin' Machine
- 2019 – Beyond
- 2019 – You
- 2022 – Brand New

### Come artista ospite
- 2022 – Call You Bae (Jimin feat. Xiumin)

### Collaborazioni
- 2017 – Young & Free (con Mark degli NCT)
- 2023 – Our Spring : Who? (con Eunha delle Viviz)

### Colonne sonore
- 2015 – You Are the One (per Falling for Challenge)
- 2016 – For You (con Chen e Baekhyun) (per Moon Lovers: Scarlet Heart Ryeo)
- 2021 – To My One and Only You (per Mr. Queen)
- 2023 – Daisy (per CEO-dol Mart)

## Filmografia

### Televisione
- Uri yeopjib-e Exoga sanda (우리 옆집에 EXO가 산다?) – serie TV, episodi 9, 15 (2015)
- Falling for Challenge (도전에 반하다) - serie TV (2015)
- Travel Without Manager (매.떠.여) - programma televisivo (2016)
- It’s Dangerous Beyond The Blankets (이불 밖은 위험해) - programma televisivo (2017)
- Drink with God (신과 함께) - programma televisivo, episodi 2-12 (2021)
- Drink with God 2 (신과 함께 시즌2) - programma televisivo, episodi 1-10 (2021)
- Xiu Min’s Tennis King Tomorrow (시우민 내일은 테니스왕) - programma televisivo (2022)
- Boss-dol Mart (사장돌 마트) - serie TV (2023)

### Cinema
- I AM., regia di Choi Jin-seong (2012)
- SMTown: The Stage, regia di Bae Sung-sang (2015)
- Bongyi Kim Seondal (봉이 김선달), regia di Park Dae-Min (2016)
- Beyond Live: EXO's Travel the World on a Ladder (비욘드 라이브 더 무비 : EXO의 사다리 타고 세계여행 3) - (2022)